# 薛金
薛金（1468年—？），字子純，直隸常州府江陰縣人，民籍，明朝政治人物。

## 生平
弘治五年（1492年）壬子科應天鄉試第四十九名舉人，十五年（1502年）中式壬戌科會試第七十八名，二甲第三名進士。授戶科給事中，正德元年（1506年）巡視光祿寺，二年（1507年）九月升禮科左給事中，查盤建昌松潘等倉，四年（1509年）三月覆查大同等處邊務，四月考察才力不及，謫詹事府主簿，升南京行人司司副，六年（1511年）十月出為廣西按察司僉事，九年（1514年）正月考察。

## 家族
曾祖薛鵬；祖父薛佺；父薛雲。母陳氏；繼母徐氏。慈侍下。